# Alliance (Métais)
Pour les articles homonymes, voir Alliance.
Alliance est une sculpture de 25 mètres de haut, réalisée par Jean-Bernard Métais et installée depuis le 3 décembre 2009 à Cardiff au Pays de Galles.

## Références

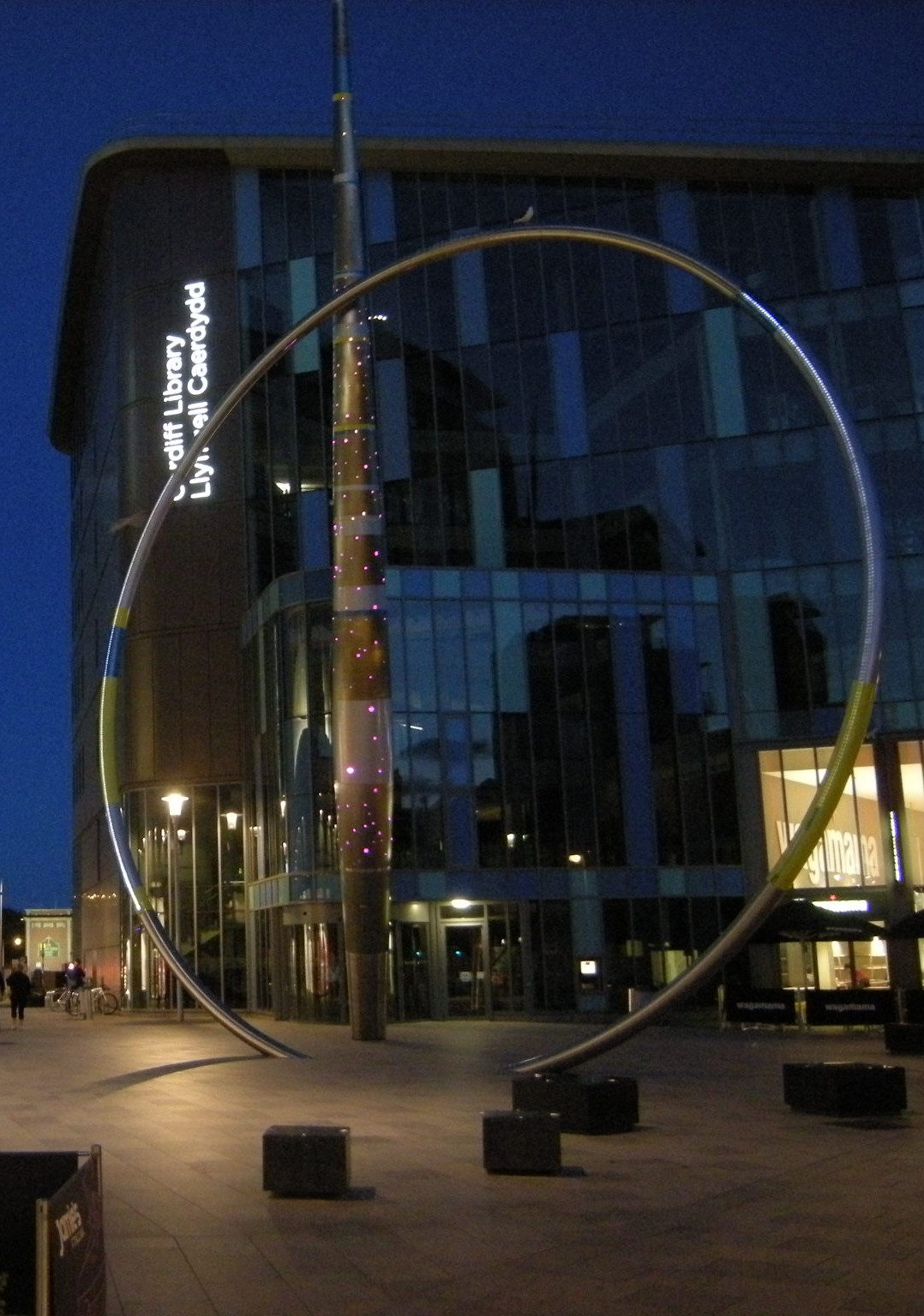
La sculpture de nuit.